# Allorhogas anastrephae
Allorhogas anastrephae är en stekelart som först beskrevs av Costa Lima 1954.  Allorhogas anastrephae ingår i släktet Allorhogas och familjen bracksteklar. Inga underarter finns listade i Catalogue of Life.